# Nekrolog 4. Quartal 1983
Nekrolog
◄◄
| ◄
| 1979
| 1980
| 1981
| 1982
| 1983 | 1984 | 1985 | 1986 | 1987 | ► | ►►
1. Quartal |
2. Quartal |
3. Quartal |
4. Quartal 1983
Weitere Ereignisse | Allgemeiner Nekrolog 1983
Die Beschreibung der verstorbenen Person sollte so kurz wie möglich gehalten sein und nur deren signifikante Tätigkeit(en) enthalten.
Neue Namen ggf. auch unter dem Geburts- und Sterbedatum, also etwa unter 1. Januar und im Geburts- und Sterbejahr (2024) eintragen (nur bei entsprechender großer Wichtigkeit). Für Beispiele siehe die schon vorhandenen Artikel.
Außerdem über die fünf zuletzt Verstorbenen, zu denen es einen ausreichend guten Artikel für eine Präsentation auf der Hauptseite gibt, nach der todesbedingten Überarbeitung der Artikel ggf. auch unter Wikipedia Diskussion:Hauptseite informieren und sie am besten auch in den anderen Wikipedia-Sprachversionen eintragen. Tipp: Regelmäßig bei news.google.de nach „ist tot“, „gestorben“ oder „verstorben“ suchen.
Wenn eine Person gestorben ist, gibt es viele Seiten zu dieser Person in der Wikipedia, die davon auch betroffen sind und entsprechend aktualisiert werden müssen. Beispiele: Namenübersichtsseite, Geburtsjahr, Geburtsort-Seiten und viele mehr.
Wie finde ich die betroffenen Seiten?
Im Suchfeld auf der linken Seite gibt man den Suchbegriff so ein: „Vorname Nachname“. Dann klickt man auf Volltext und alle Seiten mit entsprechendem Suchtext werden aufgerufen. Hier sieht man dann schnell, wo auch das Todesjahr Sinn macht oder sogar ein Teil des Artikels angepasst werden muss. Auch hilft das „Werkzeug“ auf der linken Seite sehr gut, um solche Seiten aufzufinden: „Links auf diese Seite“. Somit ist die Wikipedia wieder aktuell in allen Bereichen! Hinweis: bei Eintragung der Kategorie „Gestorben JAHR“ wird der Missbrauchsfilter 49 ausgelöst, was jedoch nicht schlimm ist. Siehe: Spezial:Missbrauchsfilter/49
Dies ist eine Liste von im vierten Quartal 1983 verstorbenen bekannten Persönlichkeiten. Die Einträge erfolgen innerhalb der einzelnen Daten alphabetisch sortiert. Tiere sind im Nekrolog für Tiere zu finden.

## Oktober
| Tag         | Name                             | Beruf, bekannt als                                                                                              | Alter | Beleg |
| ----------- | -------------------------------- | --- | ----- | ----- |
| 1. Oktober  | Marjorie Elizabeth Jane Chandler | britische Paläobotanikerin                                                                                      | 86    |       |
| 1. Oktober  | Paul Eliasberg                   | deutsch-französischer Graphiker                                                                                 | 76    |       |
| 1. Oktober  | Richard Haller                   | österreichischer Schauspieler und Synchronsprecher                                                              | 58    |       |
| 1. Oktober  | Johan Richthoff                  | schwedischer Ringer                                                                                             | 85    |       |
| 2. Oktober  | Gottfried Baier                  | österreichischer Politiker, Landtagsabgeordneter der Steiermark                                                 | 74    |       |
| 2. Oktober  | George Smith                     | US-amerikanischer Bluesharmonikaspieler                                                                         | 59    |       |
| 2. Oktober  | Rodolfo Volk                     | italienischer Fußballspieler                                                                                    | 77    |       |
| 2. Oktober  | Reinhold Vorberg                 | deutscher Beamter, Beteiligter an den nationalsozialistischen Krankenmorden                                     | 79    |       |
| 3. Oktober  | Luise Berthold                   | deutsche Germanistin                                                                                            | 92    |       |
| 3. Oktober  | Andrés Córdova                   | ecuadorianischer Jurist und Politiker, Staatspräsident (1939–1940)                                              | 91    |       |
| 3. Oktober  | Bill Denz                        | neuseeländischer Bergsteiger                                                                                    |       |       |
| 3. Oktober  | Kurt Kusenberg                   | deutscher Schriftsteller und Kunstkritiker                                                                      | 79    |       |
| 3. Oktober  | Heinrich Liepmann                | deutsch-britischer Nationalökonom                                                                               | 79    |       |
| 4. Oktober  | Dino Battaglia                   | italienischer Comiczeichner                                                                                     | 60    |       |
| 4. Oktober  | Isidor Grießner                  | österreichischer Landwirt und Politiker (ÖVP), Abgeordneter zum Nationalrat                                     | 77    |       |
| 4. Oktober  | Adolf Lentze                     | deutscher Politiker (KPD)                                                                                       | 83    |       |
| 4. Oktober  | Otto Riedel                      | deutscher Theologe und Schriftsteller                                                                           | 75    |       |
| 4. Oktober  | Raimondo Selli                   | italienischer Geologe und Ozeanograph                                                                           | 67    |       |
| 4. Oktober  | Hans Uldall                      | deutscher Komponist und Dirigent                                                                                | 79    |       |
| 4. Oktober  | Wilhelm Weber                    | deutscher katholischer Theologe und Sozial- und Wirtschaftsethiker                                              | 57    |       |
| 5. Oktober  | Edmund Richard Hamel             | Schweizer Unternehmer deutscher Abstammung                                                                      | 93    |       |
| 5. Oktober  | Ilijas Jessenberlin              | kasachischer Schriftsteller                                                                                     | 68    |       |
| 5. Oktober  | Václav Jan Staněk                | tschechischer Naturforscher, Mykologe, Botaniker, Zoodirektor, Fotograf, Filmemacher und Autor                  | 76    |       |
| 5. Oktober  | Earl Silas Tupper                | US-amerikanischer Erfinder der Tupperware                                                                       | 76    |       |
| 6. Oktober  | Terence Cooke                    | US-amerikanischer Kardinal und Erzbischof von New York                                                          | 62    |       |
| 6. Oktober  | Henry Paul Jordan                | deutsch-amerikanischer Diplomat                                                                                 | 86    |       |
| 6. Oktober  | Hans Moeckel                     | Schweizer Komponist und Dirigent                                                                                | 60    |       |
| 6. Oktober  | Ernst Sieler                     | deutscher Offizier, zuletzt Generalleutnant im Zweiten Weltkrieg                                                | 90    |       |
| 6. Oktober  | Rolf Teichmüller                 | deutscher Geologe                                                                                               | 79    |       |
| 6. Oktober  | Helmut Vandrei                   | deutscher Politiker (SPD), MdA                                                                                  | 60    |       |
| 6. Oktober  | Hermann Zorn                     | deutscher Chemiker                                                                                              | 87    |       |
| 7. Oktober  | George Ogden Abell               | US-amerikanischer Astronom                                                                                      | 56    |       |
| 7. Oktober  | Howard E. Armstrong              | US-amerikanischer Anwalt und Politiker                                                                          | 80    |       |
| 7. Oktober  | Josef Fottner                    | deutscher Maler                                                                                                 | 74    |       |
| 07. Oktober | Hoshina Takeo                    | japanischer Skilangläufer und Skisportfunktionär                                                                | 76    |       |
| 7. Oktober  | Gottfried Leonhard               | deutscher Politiker (CDU), MdL, MdB                                                                             | 88    |       |
| 7. Oktober  | Friedrich-Wilhelm von Loeper     | deutscher Offizier, zuletzt Generalleutnant im Zweiten Weltkrieg                                                | 95    |       |
| 7. Oktober  | Tauno Mäki                       | finnischer Sportschütze                                                                                         | 70    |       |
| 7. Oktober  | Caspar Walter Rauh               | deutscher Zeichner, Grafiker und Maler der Nachkriegszeit                                                       | 70    |       |
| 7. Oktober  | Christophe Soglo                 | beninischer Präsident                                                                                           | 74    |       |
| 8. Oktober  | Robert Docking                   | US-amerikanischer Politiker                                                                                     | 57    |       |
| 8. Oktober  | Oscar Droege                     | deutscher Grafiker und Maler                                                                                    | 85    |       |
| 8. Oktober  | David Footman                    | britischer Autor, Diplomat und Nachrichtendienstler                                                             | 88    |       |
| 8. Oktober  | Joan Hackett                     | US-amerikanische Schauspielerin                                                                                 | 49    |       |
| 8. Oktober  | Andreas Korp                     | österreichischer Manager und Politiker (SPÖ)                                                                    | 86    |       |
| 8. Oktober  | Ina Lohr                         | niederländisch-schweizerisch Violinistin, Kirchenmusikerin, Komponistin, Musikpädagogin und Autorin             | 80    |       |
| 8. Oktober  | John Robert Nicholson            | kanadischer Politiker, Vizegouverneur von British Columbia                                                      | 81    |       |
| 8. Oktober  | Harry Nkumbula                   | sambischer Politiker                                                                                            |       |       |
| 8. Oktober  | Alexandre-Charles Renard         | französischer Kardinal der römisch-katholischen Kirche und Erzbischof von Lyon                                  | 77    |       |
| 8. Oktober  | Karl Wagner                      | deutscher Kommunist und Gegner des Nationalsozialismus                                                          | 74    |       |
| 8. Oktober  | Johann Wildt                     | österreichischer Politiker (ÖVP), Landtagsabgeordneter im Burgenland                                            | 70    |       |
| 9. Oktober  | Wayne N. Aspinall                | US-amerikanischer Politiker                                                                                     | 87    |       |
| 9. Oktober  | Herbert Weichmann                | deutscher Politiker (SPD), MdHB, Bürgermeister von Hamburg                                                      | 87    |       |
| 9. Oktober  | Franz Westhoven                  | deutscher Offizier im Zweiten Weltkrieg, zuletzt im Range eines Generalleutnants                                | 88    |       |
| 10. Oktober | Kurt Heinrich Debus              | deutsch-US-amerikanischer Leiter des Kennedy Space Center                                                       | 74    |       |
| 10. Oktober | Aleksander Gabszewicz            | polnischer Jagdflieger im Zweiten Weltkrieg                                                                     | 71    |       |
| 10. Oktober | Harry Grundfest                  | US-amerikanischer Neurobiologe                                                                                  | 79    |       |
| 10. Oktober | Diedrich Janßen-Jennelt          | deutscher Kunstmaler                                                                                            | 93    |       |
| 10. Oktober | Ralph Richardson                 | britischer Schauspieler                                                                                         | 80    |       |
| 10. Oktober | Heinrich Schulte                 | deutscher Psychiater                                                                                            | 85    |       |
| 11. Oktober | Pauline Alderman                 | US-amerikanische Musikwissenschaftlerin und Komponistin                                                         | 90    |       |
| 11. Oktober | Erik Friis                       | dänischer Radrennfahrer                                                                                         | 67    |       |
| 11. Oktober | Johan Gerretsen                  | niederländischer Mathematiker                                                                                   | 76    |       |
| 11. Oktober | Max Kislinger                    | österreichischer Graphiker, Aquarellist und Volkstumsforscher                                                   | 88    |       |
| 11. Oktober | Haim Schwarzbaum                 | israelischer Orientalist und Erzählforscher                                                                     | 72    |       |
| 12. Oktober | Ove Andersson                    | schwedischer Fußballspieler                                                                                     | 67    |       |
| 12. Oktober | Friedrich Otto Boltze            | deutscher Diplomat                                                                                              | 84    |       |
| 12. Oktober | Lore Doerr-Niessner              | deutsche Malerin und Bildhauerin                                                                                | 63    |       |
| 12. Oktober | Kurt Eydam                       | deutscher Kommunist (SED)                                                                                       | 78    |       |
| 12. Oktober | Friedrich Kneule                 | deutscher Ingenieur und Hochschullehrer                                                                         | 82    |       |
| 12. Oktober | Jiří Lederer                     | tschechischer Journalist und Bürgerrechtler                                                                     | 61    |       |
| 12. Oktober | John William Holman Rehn         | amerikanischer Entomologe                                                                                       | 68    |       |
| 12. Oktober | Ernie Roth                       | US-amerikanischer Wrestlingmanager                                                                              | 54    |       |
| 13. Oktober | Ayda Ignez Arruda                | brasilianische Logikerin und Hochschulprofessorin                                                               | 47    |       |
| 13. Oktober | James A. Burke                   | US-amerikanischer Politiker                                                                                     | 73    |       |
| 13. Oktober | Melvin Dalton                    | US-amerikanischer Leichtathlet                                                                                  | 77    |       |
| 13. Oktober | Guido Fischer                    | deutscher Wirtschaftswissenschaftler                                                                            | 84    |       |
| 13. Oktober | Wilhelm Niemöller                | deutscher Pfarrer, christlicher Widerstandskämpfer                                                              | 85    |       |
| 13. Oktober | Hermann Rainer                   | österreichischer Politiker (CSP, ÖVP), Abgeordneter zum Nationalrat, Mitglied des Bundesrates                   | 87    |       |
| 13. Oktober | Gertrud Rudloff-Hille            | deutsche Kunst- und Theaterhistorikerin                                                                         | 83    |       |
| 14. Oktober | Heinz Brenck                     | deutscher Politiker (CSU), MdB                                                                                  | 68    |       |
| 14. Oktober | Paul Fix                         | US-amerikanischer Theater-, Fernseh- und Filmschauspieler sowie Drehbuchautor                                   | 82    |       |
| 14. Oktober | Paul Lauener                     | Schweizer Hygieniker                                                                                            | 95    |       |
| 14. Oktober | Hugh Mundell                     | jamaikanischer Roots-Reggae-Interpret                                                                           | 21    |       |
| 14. Oktober | Katherine Perry                  | US-amerikanische Schauspielerin                                                                                 | 86    |       |
| 14. Oktober | László Ranódy                    | ungarischer Filmregisseur                                                                                       | 63    |       |
| 14. Oktober | Barbara von Renthe-Fink          | deutsche Ärztin und Gesundheitspolitikerin                                                                      | 82    |       |
| 14. Oktober | Horia Stancu                     | rumänischer Mediziner und Autor                                                                                 | 57    |       |
| 15. Oktober | Fritz Belger                     | deutscher Fußballspieler                                                                                        | 69    |       |
| 15. Oktober | Joseph Edward Mayer              | US-amerikanischer Chemiker                                                                                      | 79    |       |
| 15. Oktober | Pat O’Brien                      | US-amerikanischer Filmschauspieler                                                                              | 83    |       |
| 15. Oktober | James Workman                    | US-amerikanischer Ruderer                                                                                       | 75    |       |
| 16. Oktober | Leonardo De Benedetti            | italienischer Arzt und Auschwitzüberlebender                                                                    | 85    |       |
| 16. Oktober | Francisco Aldegunde Dorrego      | spanischer Ordensgeistlicher und römisch-katholischer Erzbischof von Tanger                                     | 87    |       |
| 16. Oktober | Øivin Fjeldstad                  | norwegischer Dirigent und Komponist                                                                             | 80    |       |
| 16. Oktober | Harish-Chandra                   | indischer Mathematiker                                                                                          | 60    |       |
| 16. Oktober | Artur Jahn                       | deutscher Politiker (CDU), MdB                                                                                  | 79    |       |
| 16. Oktober | Ernst Kyburz                     | Schweizer Schwinger und Ringer                                                                                  | 85    |       |
| 16. Oktober | Carl Landauer                    | deutscher Sozialdemokrat, Ökonom, Theoretiker von Wirtschaftssystemen im Vergleich                              | 92    |       |
| 16. Oktober | Theodor Karl Lieven              | deutscher Autor und Komponist                                                                                   | 81    |       |
| 16. Oktober | Willi Ritschard                  | Schweizer Politiker (SP)                                                                                        | 65    |       |
| 17. Oktober | Raymond Aron                     | französischer Politologe, Soziologe und Publizist                                                               | 78    |       |
| 17. Oktober | Peter Brieger                    | deutscher Kunsthistoriker                                                                                       | 85    |       |
| 17. Oktober | Hans Brunner                     | Schweizer Offizier                                                                                              | 79    |       |
| 17. Oktober | John Hanlon                      | britischer Sprinter                                                                                             | 77    |       |
| 17. Oktober | Vittorio Nino Novarese           | italienischer Artdirector, Drehbuchautor und Kostümbildner                                                      | 76    |       |
| 17. Oktober | Amadeo Ortega                    | paraguayischer Fußballspieler                                                                                   | 78    |       |
| 17. Oktober | Val Peterson                     | US-amerikanischer Politiker, Gouverneur von Nebraska                                                            | 80    |       |
| 17. Oktober | Joe Polowsky                     | US-amerikanischer Soldat und Friedensaktivist                                                                   | 67    |       |
| 17. Oktober | Herbert Roth                     | deutscher Komponist und Interpret volkstümlicher Musik                                                          | 56    |       |
| 17. Oktober | Charles S. Thomas                | US-amerikanischer Politiker                                                                                     | 86    |       |
| 17. Oktober | Walter Trautmann                 | deutscher Journalist, Chefredakteur mehrerer nationalsozialistischer Tageszeitungen und der Vereinigten Wirt... | 77    |       |
| 18. Oktober | Cornelius Rost                   | deutscher Soldat                                                                                                | 64    |       |
| 18. Oktober | Diego Abad de Santillán          | spanischer Autor und Figur in der spanischen und der argentinischen anarchistischen Bewegung                    | 86    |       |
| 19. Oktober | Hélène de Bie                    | belgische Judenretterin und Gerechte unter den Völkern                                                          | 86    |       |
| 19. Oktober | Maurice Bishop                   | grenadischer Politiker, Premierminister Grenadas                                                                | 39    |       |
| 19. Oktober | William Hornbeck                 | US-amerikanischer Filmeditor                                                                                    | 82    |       |
| 19. Oktober | Barbara Karinska                 | US-amerikanische Kostümbildnerin                                                                                | 97    |       |
| 19. Oktober | Adolf Lohmann                    | deutscher Musikpädagoge und Kirchenliedkomponist                                                                | 76    |       |
| 19. Oktober | Hellmut von Philipsborn          | deutscher Mineraloge                                                                                            | 91    |       |
| 19. Oktober | Dorothy Stuart Russell           | britische Pathologin                                                                                            | 88    |       |
| 19. Oktober | Kathrin Türks                    | deutsche Intendantin                                                                                            |       |       |
| 19. Oktober | Carel Willink                    | niederländischer Kunstmaler                                                                                     | 83    |       |
| 20. Oktober | Otto Aasen                       | norwegischer Skisportler                                                                                        | 89    |       |
| 20. Oktober | Valentín González                | spanischer Offizier der Republik, Guerillero                                                                    |       |       |
| 20. Oktober | Árpád Kézdi                      | ungarischer Ingenieur für Grundbau und Bodenmechanik                                                            | 63    |       |
| 20. Oktober | Rudolf Koblet                    | Schweizer Pflanzenbauwissenschaftler                                                                            | 79    |       |
| 20. Oktober | Harry Naujoks                    | deutscher Antifaschist und Chronist des KZ Sachsenhausen                                                        | 82    |       |
| 20. Oktober | Irene Sänger-Bredt               | deutsche Physikerin                                                                                             | 72    |       |
| 20. Oktober | Yves Thériault                   | kanadischer Autor                                                                                               | 67    |       |
| 20. Oktober | Merle Travis                     | US-amerikanischer Country-Musiker und Songwriter                                                                | 65    |       |
| 21. Oktober | Michal Bakuľa                    | slowakischer kommunistischer Politiker                                                                          | 72    |       |
| 21. Oktober | Walter Elbert Barton             | US-amerikanischer Anwalt                                                                                        | 96    |       |
| 21. Oktober | Alfred Dahlqvist                 | schwedischer Skilangläufer                                                                                      | 69    |       |
| 21. Oktober | Joachim Hotz                     | deutscher Kunsthistoriker                                                                                       | 49    |       |
| 21. Oktober | Franz Novak                      | österreichischer SS-Hauptsturmführer, in Eichmanns Judenreferat für Transport- und Fahrplanfragen zuständig     | 70    |       |
| 21. Oktober | Gregory Wannier                  | Schweizer Physiker                                                                                              |       |       |
| 21. Oktober | Theodorus Zwartkruis             | niederländischer römisch-katholischer Geistlicher und Bischof von Haarlem                                       | 73    |       |
| 22. Oktober | Giovanni Cazzulani               | italienischer Radrennfahrer                                                                                     | 74    |       |
| 22. Oktober | Elizabeth Gregory                | neuseeländische Professorin für Hauswirtschaftslehre                                                            | 82    |       |
| 22. Oktober | Elfriede Kaiser-Nebgen           | deutsche Sozialwissenschaftlerin und christliche Gewerkschaftsführerin                                          | 93    |       |
| 22. Oktober | Erwin Kerber                     | deutscher Wirtschaftsfunktionär der DDR                                                                         | 75    |       |
| 22. Oktober | Heribert Kienberger              | österreichischer Politiker (ÖVP), Landtagsabgeordneter                                                          | 61    |       |
| 22. Oktober | Alvin Paul Kitchin               | US-amerikanischer Politiker                                                                                     | 75    |       |
| 22. Oktober | Heinz Levié                      | deutscher Rechtsanwalt, Oberregierungsrat, Bürgermeister von Nürnberg und Unternehmer                           | 73    |       |
| 22. Oktober | Erich Schmid                     | österreichischer Physiker                                                                                       | 87    |       |
| 22. Oktober | Aavo Sillandi                    | estnischer Fußballspieler und Trainer                                                                           | 71    |       |
| 22. Oktober | Eugen Wirsching                  | deutscher Politiker (CDU), MdL                                                                                  | 91    |       |
| 23. Oktober | Wilbert Baranco                  | US-amerikanischer Jazzpianist und Sänger                                                                        | 74    |       |
| 23. Oktober | George William Brindley          | britisch-US-amerikanischer Mineraloge und Physiker                                                              | 78    |       |
| 23. Oktober | Lothar Loeffler                  | deutscher Anthropologe, Mediziner und Hochschullehrer                                                           | 82    |       |
| 23. Oktober | Jessica Savitch                  | US-amerikanische Journalistin und Nachrichtensprecherin                                                         | 36    |       |
| 23. Oktober | Tériade                          | griechisch-französischer Kunstkritiker und Verleger                                                             | 86    |       |
| 24. Oktober | Wolfgang Ecke                    | deutscher Schriftsteller                                                                                        | 55    |       |
| 24. Oktober | Rolf Fäs                         | Schweizer Handballspieler                                                                                       | 67    |       |
| 24. Oktober | Julius Gellner                   | deutschsprachiger Regisseur                                                                                     | 84    |       |
| 24. Oktober | Maria Fabiola                    | deutsche Lehrerin und Ordensschwester                                                                           | 86    |       |
| 24. Oktober | Ogden Pleissner                  | US-amerikanischer Landschaftsmaler                                                                              | 78    |       |
| 24. Oktober | Rudolf Thunig                    | deutscher Politiker (KPD/SED)                                                                                   | 84    |       |
| 24. Oktober | Jiang Wenye                      | chinesischer Komponist                                                                                          | 73    |       |
| 25. Oktober | Hermann Ambrosius                | deutscher Komponist                                                                                             | 86    |       |
| 25. Oktober | Ludwig Barth                     | deutscher Maler, Zeichner, Graphiker und Illustrator                                                            | 85    |       |
| 25. Oktober | Otto Holtz                       | preußischer Landrat                                                                                             | 88    |       |
| 25. Oktober | Angel Rambert                    | argentinisch-französischer Fußballspieler                                                                       | 47    |       |
| 25. Oktober | Erich Rother                     | deutscher Kunstmaler                                                                                            | 75    |       |
| 25. Oktober | Kurt Symanzik                    | deutscher Physiker                                                                                              | 59    |       |
| 26. Oktober | Engelbert Broda                  | österreichischer Chemiker, Physiker                                                                             | 73    |       |
| 26. Oktober | Joseph Thomas McGucken           | US-amerikanischer Geistlicher, Erzbischof von San Francisco                                                     | 81    |       |
| 26. Oktober | Mike Michalske                   | US-amerikanischer American-Football-Spieler und -Trainer                                                        | 80    |       |
| 26. Oktober | Luigina Perversi                 | italienische Turnerin                                                                                           | 69    |       |
| 26. Oktober | Alfred Tarski                    | polnischer Mathematiker und Logiker                                                                             |       |       |
| 27. Oktober | Alfred Diesbach                  | deutscher Politiker (SPD), Oberbürgermeister von Konstanz (1957–1959)                                           | 84    |       |
| 27. Oktober | Wilhelm Müller                   | deutscher Politiker (KPD/SED), Widerstandskämpfer gegen den Nationalsozialismus und Redakteur                   | 75    |       |
| 27. Oktober | John D. Ryan                     | US-amerikanischer General der United States Air Force                                                           | 67    |       |
| 27. Oktober | Diether von Wedel                | persönlicher Adjutant des deutschen Reichsministers für Volksaufklärung und Propaganda                          | 73    |       |
| 27. Oktober | Adolf Wischmann                  | evangelisch-lutherischer Theologe, Leiter der Außenamts der Evangelischen Kirche in Deutschland                 | 75    |       |
| 28. Oktober | Otto Klement                     | mährisch-österreichischer Schauspielagent, Autor und Filmproduzent                                              | 92    |       |
| 28. Oktober | Richard Samuel                   | deutsch-britischer Germanist                                                                                    | 83    |       |
| 28. Oktober | Pol Swings                       | belgischer Astronom und Hochschullehrer an der Universität Lüttich                                              | 77    |       |
| 29. Oktober | Fritz Büttner                    | deutscher Politiker (SPD), MdB                                                                                  | 74    |       |
| 29. Oktober | August Eberspächer               | deutscher Maler                                                                                                 | 75    |       |
| 29. Oktober | Andreas Pampuch                  | deutscher Oberverwaltungsrat und Heimatpfleger                                                                  | 79    |       |
| 29. Oktober | Adolf Papp                       | österreichischer Paläontologe                                                                                   | 68    |       |
| 29. Oktober | Gerhard Prinz                    | deutscher Manager, Vorstandsvorsitzender der Daimler-Benz AG                                                    | 54    |       |
| 29. Oktober | Franz Rappell                    | österreichischer Politiker (NSDAP), MdR                                                                         | 87    |       |
| 29. Oktober | Helmut Rauca                     | deutsch-kanadischer Täter des Holocaust                                                                         | 74    |       |
| 29. Oktober | Gerd Schneider                   | deutscher Fußballspieler                                                                                        | 42    |       |
| 30. Oktober | Horst Dempwolff                  | deutscher Komponist und Filmkomponist                                                                           | 70    |       |
| 30. Oktober | Fred Denger                      | deutscher Schriftsteller und Drehbuchautor                                                                      | 63    |       |
| 30. Oktober | Hans Schwarz                     | deutscher Ringer und Schauspieler                                                                               | 74    |       |
| 30. Oktober | Emil Stejnar                     | österreichischer Architekt                                                                                      | 86    |       |
| 31. Oktober | Farrell Dobbs                    | US-amerikanischer Politiker                                                                                     | 76    |       |
| 31. Oktober | George Halas                     | US-amerikanischer American-Football-Spieler, -Trainer und Besitzer eines NFL-Teams                              | 88    |       |
| 31. Oktober | Guillaume Hoorickx               | belgischer Eishockeyspieler, Maler und Spion für die Sowjetunion                                                | 83    |       |
| 31. Oktober | Heinrich Hüper                   | deutscher Lehrer und Autor                                                                                      | 85    |       |
| 31. Oktober | Scharaf Raschidow                | usbekischer Politiker, Schriftsteller und Dichter                                                               | 65    |       |
| 31. Oktober | Hermann Stecher                  | österreichischer Politiker (SPÖ), Landesrat und Landtagsabgeordneter in Vorarlberg                              | 57    |       |
| 31. Oktober | Gerhard Tucholski                | deutscher Gitarrist, Komponist und Musikpädagoge                                                                | 80    |       |
|             | Cécile Staub Genhart             | US-amerikanische Pianistin und Musikpädagogin                                                                   | 84    |       |

## November
| Tag          | Name                          | Beruf, bekannt als                                                                                              | Alter | Beleg |
| ------------ | ----------------------------- | --- | ----- | ----- |
| 1. November  | May Alix                      | amerikanische Nachtclub- und Bluessängerin                                                                      | 81    |       |
| 1. November  | Günther Bartels               | deutscher Motorradrennfahrer                                                                                    | 77    |       |
| 1. November  | Albert Cozza                  | deutscher Fußballspieler und -trainer                                                                           | 72    |       |
| 1. November  | Heinz Herz                    | deutscher Historiker                                                                                            | 76    |       |
| 1. November  | Anthony van Hoboken           | niederländischer Musikwissenschaftler und Musiksammler                                                          | 96    |       |
| 18. November | Ida Mann                      | australische Augenärztin und Hochschullehrerin                                                                  | 90    |       |
| 1. November  | Hanswerner Müller             | deutscher Bundesrichter                                                                                         | 84    |       |
| 1. November  | Charles Peignot               | französischer Typograf und Schriftdesigner                                                                      | 86    |       |
| 1. November  | Egon Rannet                   | estnischer Schriftsteller                                                                                       |       |       |
| 1. November  | Hermann Teske                 | deutscher Offizier, Archivar und Sachbuchautor                                                                  | 81    |       |
| 2. November  | Franz Beyer                   | deutscher Medailleur und Bildhauer                                                                              | 89    |       |
| 2. November  | Hubert Godart                 | belgischer Radrennfahrer                                                                                        | 70    |       |
| 2. November  | Ernst Hauswedell              | deutscher Verleger und Kunsthändler                                                                             | 82    |       |
| 2. November  | Francis Leenhardt             | französischer Politiker, Mitglied der Nationalversammlung                                                       | 75    |       |
| 2. November  | Herbert Meyer                 | deutscher Diplomat, Außenhandelsfunktionär der DDR                                                              | 70    |       |
| 2. November  | Gregor Stögner                | österreichischer Landwirt und Politiker (SPÖ), Abgeordneter zum Nationalrat                                     | 62    |       |
| 2. November  | Tamura Taijirō                | japanischer Schriftsteller                                                                                      | 71    |       |
| 2. November  | Tudor Watkins, Baron Watkins  | britischer Politiker (Labour Party)                                                                             | 80    |       |
| 3. November  | Erich Behrendt                | deutscher Maler                                                                                                 | 83    |       |
| 3. November  | Hildegart Döring              | deutsche Politikerin (SPD), MdA                                                                                 | 76    |       |
| 3. November  | Hans Lehmann                  | deutscher Filmproduktionsleiter und Filmproduzent                                                               | 77    |       |
| 3. November  | May Picqueray                 | französische Anarchistin                                                                                        | 85    |       |
| 03. November | Karl Steiner                  | deutscher Finanzwissenschaftler und -politiker                                                                  | 84    |       |
| 4. November  | George Herzog                 | US-amerikanischer Musikethnologe und Ethnolologe                                                                | 81    |       |
| 4. November  | Gottfried Höfer               | deutscher Maler und Grafiker                                                                                    | 52    |       |
| 4. November  | Elena Luzzatto                | italienische Architektin                                                                                        | 83    |       |
| 4. November  | Franz Overkott                | deutscher Heimatforscher                                                                                        | 88    |       |
| 4. November  | Hendrik Bernardus Thom        | südafrikanischer Historiker, Hochschullehrer, Rektor und Kanzler an der Universität Stellenbosch                | 77    |       |
| 5. November  | Eduard Hoesch                 | österreichischer Kameramann und Filmproduzent                                                                   | 93    |       |
| 5. November  | Giorgio Liuzzi                | italienischer General                                                                                           | 88    |       |
| 5. November  | Humberto Mauro                | brasilianischer Filmregisseur                                                                                   | 86    |       |
| 5. November  | Jean-Marc Reiser              | französischer Comiczeichner                                                                                     | 42    |       |
| 6. November  | Harald von Bohlen und Halbach | deutscher Industrieller                                                                                         | 67    |       |
| 6. November  | Della Gould Emmons            | US-amerikanische Schriftstellerin                                                                               | 93    |       |
| 6. November  | Hermann Hoerlin               | US-amerikanischer Bergsteiger und Physiker deutscher Herkunft                                                   | 80    |       |
| 6. November  | Josef Georg Miller            | deutscher Maler, Neoexpressionist                                                                               | 78    |       |
| 6. November  | Ville Pessi                   | finnischer Politiker                                                                                            | 81    |       |
| 6. November  | Marcel Peyrouton              | französischer Kolonialadministrator, Diplomat und Politiker                                                     | 96    |       |
| 6. November  | Erich Topf                    | deutscher Jurist und Staatsanwalt                                                                               | 79    |       |
| 7. November  | Gustav Kurt Beck              | österreichischer Maler und Grafiker                                                                             | 81    |       |
| 7. November  | Salvatore Campochiaro         | italienischer Schauspieler                                                                                      | 90    |       |
| 7. November  | Hanns Erich Köhler            | deutscher Karikaturist und Grafiker                                                                             | 78    |       |
| 7. November  | Umberto Mozzoni               | italienischer Geistlicher, Kardinal der römisch-katholischen Kirche                                             | 79    |       |
| 7. November  | Germaine Tailleferre          | französische Komponistin                                                                                        | 91    |       |
| 7. November  | Dawid Alexandrowitsch Toradse | georgischer Komponist                                                                                           | 61    |       |
| 7. November  | Clara Winston                 | US-amerikanische Übersetzerin und Schriftstellerin                                                              | 61    |       |
| 8. November  | Nachman Blumental             | polnisch-israelischer Historiker                                                                                | 81    |       |
| 8. November  | James Booker                  | US-amerikanischer Blues- und Jazz-Musiker                                                                       | 43    |       |
| 8. November  | James Hayden                  | US-amerikanischer Schauspieler                                                                                  | 29    |       |
| 8. November  | Mordechai M. Kaplan           | US-amerikanischer Rabbiner, Begründer des Rekonstruktionismus                                                   | 102   |       |
| 8. November  | Betty Nuthall                 | englische Tennisspielerin                                                                                       | 72    |       |
| 9. November  | André Chamson                 | französischer Schriftsteller, Publizist und Archivar                                                            | 83    |       |
| 9. November  | Rüştü Erdelhun                | türkischer Generalstabschef                                                                                     |       |       |
| 9. November  | László Kozma                  | ungarischer Computerpionier                                                                                     | 80    |       |
| 9. November  | John Abner Race               | US-amerikanischer Politiker                                                                                     | 69    |       |
| 9. November  | Vittorio Vidali               | italienischer Politiker, Mitglied der Camera dei deputati und GPU-Agent                                         | 83    |       |
| 10. November | Thomas Kozich                 | österreichischer Politiker (NSDAP) und SA-Führer                                                                | 82    |       |
| 10. November | Jalu Kurek                    | polnischer Schriftsteller und Vertreter der Krakauer Avantgarde                                                 | 79    |       |
| 10. November | Siegfried Leffler             | deutscher nationalsozialistischer Theologe                                                                      | 82    |       |
| 10. November | Harlan Leonard                | US-amerikanischer Jazz-Klarinettist, Saxophonist und Bandleader des Swing                                       | 78    |       |
| 10. November | Jerzy Lipman                  | polnischer Kameramann                                                                                           | 61    |       |
| 10. November | Carl Erik Martin Soya         | dänischer Schriftsteller                                                                                        | 87    |       |
| 10. November | Franco Trincavelli            | italienischer Ruderer                                                                                           | 48    |       |
| 11. November | Arno Babadschanjan            | armenischer Komponist                                                                                           | 62    |       |
| 11. November | Carl Otto Bartning            | deutscher Filmeditor                                                                                            | 74    |       |
| 11. November | Karl Ebner                    | stellvertretender Wiener Gestapo-Chef und SS-Obersturmbannführer                                                | 82    |       |
| 11. November | Vincenzo Leuzzi               | italienischer Ingenieur                                                                                         | 74    |       |
| 11. November | Walter Marg                   | deutscher klassischer Philologe                                                                                 | 73    |       |
| 11. November | Andreas Saks                  | sowjetischer Schriftsteller                                                                                     | 80    |       |
| 11. November | Walter Suck                   | deutscher Gewerkschafter und Politiker (SPD), MdB, MdEP                                                         | 71    |       |
| 11. November | José Villanueva               | philippinischer Boxer                                                                                           | 70    |       |
| 12. November | Carlo Borghesio               | italienischer Drehbuchautor und Filmregisseur                                                                   | 78    |       |
| 12. November | Fujiwara Kei                  | japanischer Kunsthandwerker und lebender Nationalschatz                                                         | 84    |       |
| 12. November | Heinz Itzerott                | deutscher Naturwissenschaftler                                                                                  | 70    |       |
| 12. November | Preston Jackson               | US-amerikanischer Jazz-Posaunist des New Orleans Jazz und Chicago Jazz                                          | 81    |       |
| 12. November | Martin Morlock                | deutscher Journalist und Autor                                                                                  | 65    |       |
| 12. November | Joan Sales                    | katalanischer Schriftsteller, Übersetzer und Verleger                                                           | 70    |       |
| 12. November | Erica Schwarz                 | deutsche Schriftstellerin                                                                                       | 78    |       |
| 13. November | Walter David Baker            | kanadischer Politiker                                                                                           | 53    |       |
| 13. November | Henry Jamison Handy           | US-amerikanischer Schwimmer                                                                                     | 97    |       |
| 13. November | Kanaguri Shisō                | japanischer Marathonläufer                                                                                      | 92    |       |
| 13. November | Pascalina Lehnert             | deutsche Nonne                                                                                                  | 89    |       |
| 13. November | Heinrich Stranka              | deutscher Rechtsanwalt und Kommunalpolitiker (SPD)                                                              | 61    |       |
| 13. November | Gerhard Tintner               | österreichischer Ökonometriker und Hochschullehrer                                                              | 76    |       |
| 13. November | Louise Treadwell              | US-amerikanische Bühnenschauspielerin, Gründerin einer Hilfsorganisation                                        | 87    |       |
| 13. November | Karl Vretska                  | österreichischer Altphilologe                                                                                   | 83    |       |
| 14. November | Barney Bubbles                | englischer Grafiker und Designer                                                                                | 41    |       |
| 14. November | Sarah Ogan Gunning            | US-amerikanische Sängerin und Liedtexterin                                                                      | 73    |       |
| 14. November | Friedrich Kühnreich           | deutscher Politiker (NSDAP)                                                                                     | 77    |       |
| 14. November | William Aloysius O’Connor     | US-amerikanischer Geistlicher und römisch-katholischer Bischof von Springfield in Illinois                      | 79    |       |
| 14. November | Tómas Guðmundsson             | isländischer Schriftsteller                                                                                     | 82    |       |
| 15. November | Giulio Cogni                  | italienischer Schriftsteller, Rassentheoretiker, Komponist und Musikkritiker                                    | 75    |       |
| 15. November | Nino Crisman                  | italienischer Schauspieler und Filmproduzent                                                                    | 72    |       |
| 15. November | Heinz Föppel                  | deutscher Fotograf und Hochschullehrer                                                                          | 68    |       |
| 15. November | Solomon Hochoy                | britischer Gouverneur von Trinidad und Tobago                                                                   | 78    |       |
| 15. November | Peter Krieg-Helbig            | deutscher Schauspieler und Hörspielsprecher                                                                     | 35    |       |
| 15. November | Edelweiß Malchin              | deutsche Schauspielerin                                                                                         | 60    |       |
| 15. November | John Le Mesurier              | britischer Schauspieler                                                                                         | 71    |       |
| 16. November | Toni Brutscher                | deutscher Skispringer und Musiker                                                                               | 58    |       |
| 16. November | Gabor Dessau                  | italienischer Geologe                                                                                           | 76    |       |
| 16. November | Fukumoto Kazuo                | japanischer marxistischer Theoretiker                                                                           | 89    |       |
| 16. November | Antonín Hájek                 | tschechischer Fußballspieler                                                                                    | 67    |       |
| 16. November | Karl Heiber                   | deutscher Politiker (SPD), MdBB                                                                                 | 80    |       |
| 16. November | Enzo Mainardi                 | italienischer Dichter und Maler des Futurismus                                                                  | 85    |       |
| 16. November | Josef Toch                    | österreichischer Schriftsteller                                                                                 | 75    |       |
| 17. November | Hanns Martin Elster           | deutscher Schriftsteller und Herausgeber                                                                        | 95    |       |
| 18. November | Ivan Albright                 | US-amerikanischer Maler                                                                                         | 86    |       |
| 18. November | Walentin Chorell              | finnlandschwedischer Schriftsteller                                                                             | 71    |       |
| 18. November | Pjotr Wassiljewitsch Dubinin  | sowjetischer Fernschachspieler                                                                                  | 74    |       |
| 18. November | Tina Eilers                   | deutsche Schauspielerin und Synchronsprecherin                                                                  | 73    |       |
| 18. November | Dora Gabe                     | bulgarische Autorin                                                                                             | 97    |       |
| 18. November | Loÿs Pétillot                 | französischer Comiczeichner und Illustrator                                                                     | 72    |       |
| 18. November | Ulrich Karl Traugott Schulz   | deutscher Zoologe                                                                                               | 85    |       |
| 18. November | Willi Schwenkreis             | deutscher Opernsänger (Bariton) und Gesangspädagoge                                                             | 78    |       |
| 18. November | Émile Veinante                | französischer Fußballspieler und -trainer                                                                       | 76    |       |
| 19. November | Ludwig Maria Beck             | deutscher Künstler und Autor                                                                                    | 78    |       |
| 19. November | Heliane Bei                   | deutsche Schauspielerin                                                                                         | 56    |       |
| 19. November | Reinout Willem van Bemmelen   | niederländischer Geologe                                                                                        | 79    |       |
| 20. November | Marcel Dalio                  | französischer Schauspieler                                                                                      | 83    |       |
| 20. November | Kristmann Guðmundsson         | isländischer Schriftsteller                                                                                     | 82    |       |
| 20. November | Richard Loo                   | US-amerikanischer Schauspieler chinesischer Herkunft                                                            | 80    |       |
| 20. November | Arno Müller                   | deutscher Chemiker und Parfümeur                                                                                | 86    |       |
| 20. November | Urban Plotzke                 | deutscher Dominikaner und Kölner Domprediger                                                                    | 76    |       |
| 20. November | Willi Willing                 | deutscher Elektrotechniker und Hochschullehrer                                                                  | 76    |       |
| 21. November | Mutsuko Ayano                 | japanische Studentin, die während ihres Studienaufenthaltes in Deutschland Opfer eines Gewaltverbrechens wurde  | 27    |       |
| 21. November | Arnold C. Brackman            | US-amerikanischer Journalist und Buchautor                                                                      | 60    |       |
| 21. November | Klaus Germann                 | deutscher Kirchenmusiker                                                                                        | 42    |       |
| 21. November | Glenn Kruspe                  | kanadischer Organist, Dirigent und Komponist                                                                    | 74    |       |
| 21. November | Ullrich Kuhirt                | deutscher Kunsthistoriker                                                                                       | 58    |       |
| 22. November | Heinz Baberg                  | deutscher Politiker (SPD), MdL                                                                                  | 56    |       |
| 22. November | Michael Conrad                | US-amerikanischer Schauspieler                                                                                  | 58    |       |
| 22. November | Jean Lasserre                 | schweizerisch-französischer Pfarrer und Pazifist                                                                | 75    |       |
| 22. November | Jean Seznec                   | französischer Kunst- und Literaturhistoriker                                                                    | 78    |       |
| 22. November | Leonard Wibberley             | irisch-US-amerikanischer Schriftsteller                                                                         | 68    |       |
| 22. November | Willy van Zwieteren           | niederländischer Fußballspieler                                                                                 | 79    |       |
| 23. November | Isaías Azzerman               | chilenischer Fußballspieler                                                                                     | 71    |       |
| 23. November | Evelyn Barker                 | britischer General                                                                                              | 89    |       |
| 23. November | Mykola Baschan                | ukrainischer Dichter, Publizist und Übersetzer von klassischer Weltliteratur                                    | 79    |       |
| 23. November | Hans von Poncet               | deutscher MIlitär und Kampfkommandant von Leipzig                                                               | 84    |       |
| 23. November | Marion Baldur Sulzberger      | US-amerikanischer Dermatologe                                                                                   | 88    |       |
| 23. November | Erich Walter                  | deutscher Tänzer, Choreograf und Ballettdirektor                                                                | 55    |       |
| 23. November | Ila Delbert Weeks             | US-amerikanischer Hochschullehrer, Universitätsleiter und Politiker                                             | 82    |       |
| 24. November | Georg Joschke                 | deutscher Politiker (NSDAP), MdR                                                                                | 83    |       |
| 24. November | Pawel Michailowitsch Kamosin  | sowjetischer Jagdflieger und zweifacher Held der Sowjetunion                                                    | 66    |       |
| 24. November | Egon Pruggmayer               | deutscher Buchgestalter, Maler, Zeichner und Illustrator                                                        | 78    |       |
| 24. November | Willy Schneider               | deutscher Komponist, Musikpädagoge und Dirigent                                                                 | 76    |       |
| 25. November | Karl Bischoff                 | deutscher Germanist                                                                                             | 78    |       |
| 25. November | Ernst Brand                   | deutscher Architektur- und Landschaftsmaler                                                                     | 85    |       |
| 25. November | Anton Dolin                   | britischer Balletttänzer, Choreograf                                                                            | 79    |       |
| 25. November | Lotte Eisner                  | deutsch-französische Filmhistorikerin                                                                           | 87    |       |
| 25. November | Viola Garfield                | US-amerikanische Anthropologin und Professorin an der University of Washington                                  | 83    |       |
| 25. November | Wladimir Gelfand              | sowjetischer Offizier und Autor                                                                                 | 60    |       |
| 25. November | Rolf Merzbacher               | deutscher Holocaust-Waise                                                                                       | 59    |       |
| 25. November | Clifford Thornton             | US-amerikanischer Jazzposaunist und -trompeter                                                                  | 47    |       |
| 26. November | Rolf Dircksen                 | deutscher Hochschullehrer, Professor für Biologie an der Universität Bielefeld                                  | 76    |       |
| 26. November | Artur Joseph                  | deutscher Journalist                                                                                            | 86    |       |
| 26. November | Carl Seemann                  | deutscher Pianist                                                                                               | 73    |       |
| 26. November | Cyril Weidenborner            | US-amerikanischer Eishockeytorwart                                                                              | 88    |       |
| 26. November | Karl Wicklmayr                | deutscher Rechtsanwalt und Polizeipräsident                                                                     | 79    |       |
| 26. November | Alan Winnington               | britischer Journalist und Schriftsteller                                                                        | 73    |       |
| 27. November | Alpo Aho                      | finnischer Bandyspieler                                                                                         | 49    |       |
| 27. November | Dimitar Fingow                | bulgarisch-deutscher Architekt                                                                                  | 77    |       |
| 27. November | Francis P. Hardesty           | US-amerikanischer Psychologe und Hochschullehrer                                                                |       |       |
| 27. November | Jorge Ibargüengoitia          | mexikanischer Schriftsteller                                                                                    | 55    |       |
| 27. November | Semjon Denissowitsch Ignatjew | sowjetischer Funktionär der Staatssicherheit und Politiker                                                      | 79    |       |
| 27. November | Harrie Massey                 | australischer theoretischer Physiker                                                                            | 75    |       |
| 27. November | Ángel Rama                    | uruguayischer Schriftsteller, Romanist und Hispanist spanischer Abstammung, der auch die venezolanische und ... | 57    |       |
| 27. November | Hermann Schlechter            | deutscher Elektrotechniker und Kommunalpolitiker (FDP)                                                          | 92    |       |
| 27. November | Manuel Scorza                 | peruanischer Schriftsteller                                                                                     | 55    |       |
| 27. November | Friedrich Steinhoff           | deutscher Politiker (SPD), MdL                                                                                  | 84    |       |
| 27. November | Marta Traba                   | argentinische Schriftstellerin                                                                                  | 53    |       |
| 27. November | Heinrich Wolfrum              | deutscher Historiker und Hochschullehrer                                                                        | 81    |       |
| 28. November | Johnnie Davis                 | US-amerikanischer Trompeter, Scat-Sänger und Bigband-Leader im Bereich des Swing und der Populären Musik sow... | 73    |       |
| 28. November | Christopher George            | US-amerikanischer Schauspieler                                                                                  | 52    |       |
| 28. November | Marcel Houyoux                | belgischer Radrennfahrer                                                                                        | 80    |       |
| 28. November | Adelmo Cavalcante Machado     | brasilianischer Geistlicher, römisch-katholischer Erzbischof von Maceió                                         | 78    |       |
| 28. November | Peng Shuzhi                   | chinesischer Politiker; Führungsmitglied der Kommunistischen Partei Chinas                                      | 88    |       |
| 28. November | Stefan Skoumal                | deutsch-österreichischer Fußballspieler                                                                         | 73    |       |
| 28. November | Franz Thanhofer               | österreichischer Politiker (SPÖ), Mitglied des Bundesrates                                                      | 78    |       |
| 28. November | Ojārs Vācietis                | lettischer Dichter                                                                                              | 50    |       |
| 29. November | Volker Engelhardt             | deutscher Maler und Graphiker                                                                                   | 73    |       |
| 29. November | Aage Rasmussen                | dänischer Geher und Fotograf                                                                                    | 94    |       |
| 30. November | George Headley                | jamaikanischer Cricketspieler                                                                                   | 74    |       |
| 30. November | Ernst Hecker                  | deutscher Maler und Grafiker                                                                                    | 76    |       |
| 30. November | Anatolij Kos-Anatolskyj       | ukrainischer Komponist                                                                                          | 73    |       |
| 30. November | Vic Lindquist                 | kanadischer Eishockeyspieler, -trainer und -schiedsrichter                                                      | 75    |       |
| 30. November | Richard Llewellyn             | walisischer Schriftsteller                                                                                      | 76    |       |
| 30. November | Gert von der Osten            | deutscher Kunsthistoriker und Museumsdirektor                                                                   | 73    |       |
| November     | Karl Hermann Haupt            | deutscher Maler, Graphiker, Fotograf und Designer                                                               | 79    |       |
| November     | Don Eversoll                  | US-amerikanischer Badmintonspieler                                                                              | 71    |       |

## Dezember
| Tag          | Name                                         | Beruf, bekannt als                                                                                    | Alter | Beleg |
| ------------ | -------------------------------------------- | --- | ----- | ----- |
| 1. Dezember  | Hubert Berchtold                             | österreichischer Maler und Graphiker                                                                  | 61    |       |
| 1. Dezember  | Leonid Mirsky                                | englischer Mathematiker und Hochschullehrer                                                           | 64    |       |
| 1. Dezember  | Francisco Javier Nuño y Guerrero             | mexikanischer Geistlicher, Bischof von San Juan de los Lagos                                          | 77    |       |
| 2. Dezember  | Piet Fransen                                 | belgischer katholischer Theologe                                                                      | 69    |       |
| 2. Dezember  | Emil Honegger                                | Schweizer Maschinenbauingenieur                                                                       | 91    |       |
| 2. Dezember  | Atholl McKinnon                              | südafrikanischer Cricketspieler                                                                       | 51    |       |
| 2. Dezember  | Wolfgang Schöpping                           | deutscher Theologe und Autor, römisch-katholischer Geistlicher                                        |       |       |
| 2. Dezember  | Pawel Weschinow                              | bulgarischer Schriftsteller                                                                           | 69    |       |
| 3. Dezember  | Momodou Lamin Bah                            | gambischer Imam                                                                                       | 77    |       |
| 3. Dezember  | Kurt Göbel                                   | deutscher Politiker (DDP, LDP, FDP), MdL                                                              | 83    |       |
| 3. Dezember  | Angelika Hauff                               | österreichische Schauspielerin                                                                        | 60    |       |
| 3. Dezember  | Justin B. Herman                             | US-amerikanischer Drehbuchautor, Filmregisseur, Filmproduzent und Cartoonist                          | 76    |       |
| 3. Dezember  | Elliott Montroll                             | US-amerikanischer theoretischer Physiker und Mathematiker                                             | 67    |       |
| 3. Dezember  | Paul Wilhelm Wenger                          | deutscher Journalist und Publizist                                                                    | 71    |       |
| 3. Dezember  | Clement J. Zablocki                          | US-amerikanischer Politiker                                                                           | 71    |       |
| 4. Dezember  | Wilhelm Bleyer                               | deutscher römisch-katholischer Theologe                                                               | 78    |       |
| 4. Dezember  | Pierce Joseph Gerety                         | US-amerikanischer Rechtsanwalt                                                                        | 69    |       |
| 4. Dezember  | Josef Eugen Held                             | deutscher Politiker und Historiker                                                                    | 88    |       |
| 4. Dezember  | Hermann Kirchberger                          | deutscher Künstler                                                                                    | 77    |       |
| 4. Dezember  | Károly Kiss                                  | ungarischer kommunistischer Politiker                                                                 | 80    |       |
| 4. Dezember  | Ernst Landl                                  | österreichischer Jazz- und Unterhaltungsmusiker                                                       | 69    |       |
| 4. Dezember  | Franz Meindel                                | deutscher Straßenbaumeister und Senator (Bayern)                                                      | 81    |       |
| 4. Dezember  | Paul Peschke                                 | deutscher Gewerkschafter (FDGB)                                                                       | 93    |       |
| 4. Dezember  | Kurt Schwabe                                 | deutscher Chemiker                                                                                    | 78    |       |
| 4. Dezember  | Carl Frederik Bistrup Simony                 | dänischer Jurist, Beamter und Landsfoged von Grönland                                                 | 74    |       |
| 4. Dezember  | Walther Zimmerli                             | Schweizer Theologe und reformierter Alttestamentler                                                   | 76    |       |
| 5. Dezember  | Robert Aldrich                               | US-amerikanischer Regisseur                                                                           | 65    |       |
| 5. Dezember  | Casandra Damirón                             | dominikanische Sängerin                                                                               | 64    |       |
| 5. Dezember  | Kurt Guggenheim                              | Schweizer Schriftsteller                                                                              | 87    |       |
| 5. Dezember  | Pekka Johansson                              | finnischer Speerwerfer                                                                                | 88    |       |
| 5. Dezember  | Hans Peter L’Orange                          | norwegischer Klassischer Archäologe und Kunsthistoriker                                               | 80    |       |
| 5. Dezember  | Martin Lamm                                  | schwedischer Künstler und Karikaturist                                                                | 54    |       |
| 5. Dezember  | John A. T. Robinson                          | anglikanischer Theologe, Bischof von Woolwich                                                         | 64    |       |
| 5. Dezember  | Lyndall Urwick                               | britischer Unternehmensberater                                                                        | 92    |       |
| 6. Dezember  | Josef Becker-Dillingen                       | deutscher Land- und Gartenbauwissenschaftler                                                          | 92    |       |
| 6. Dezember  | Lucienne Boyer                               | französische Sängerin                                                                                 | 80    |       |
| 6. Dezember  | Umberto Terracini                            | italienischer Politiker, Kommunist und Antifaschist                                                   | 88    |       |
| 7. Dezember  | Rob Franken                                  | niederländischer Jazzpianist, Keyboarder und Organist                                                 | 42    |       |
| 7. Dezember  | Antal Molnár                                 | ungarischer Komponist und Musikwissenschaftler                                                        | 93    |       |
| 7. Dezember  | Marc Raubenheimer                            | südafrikanischer Pianist                                                                              | 31    |       |
| 7. Dezember  | Emil Totzek                                  | deutscher Tierarzt, Hochschullehrer und Schlachthofexperte                                            | 85    |       |
| 7. Dezember  | Franz Waider                                 | deutscher Politiker (SPD), MdL                                                                        | 52    |       |
| 7. Dezember  | Ernst Bärtschi                               | Schweizer Fluchthelfer                                                                                | 80    |       |
| 8. Dezember  | Monica Harrison                              | britische Sängerin                                                                                    | 86    |       |
| 8. Dezember  | Keith Holyoake                               | neuseeländischer Politiker, Premierminister von Neuseeland                                            | 79    |       |
| 8. Dezember  | Jean Laude                                   | französischer Dichter und Kunsthistoriker                                                             | 61    |       |
| 8. Dezember  | Slim Pickens                                 | US-amerikanischer Filmschauspieler                                                                    | 64    |       |
| 9. Dezember  | Kamil Běhounek                               | deutscher Jazz- und Unterhaltungsmusiker (Akkordeon, Tenorsaxophon)                                   | 67    |       |
| 9. Dezember  | János Flesch                                 | ungarischer Schachspieler                                                                             | 50    |       |
| 9. Dezember  | Henriette Petit                              | chilenische Malerin                                                                                   | 89    |       |
| 10. Dezember | Dorothy Cumming                              | australisch-amerikanische Theater- und Stummfilmschauspielerin                                        |       |       |
| 10. Dezember | Joseph Garner, Baron Garner                  | britischer Diplomat                                                                                   | 75    |       |
| 10. Dezember | Paul Harpe                                   | deutscher Politiker (NSDAP), MdR                                                                      | 81    |       |
| 10. Dezember | Karl Friedrich Müller                        | deutscher Sprachwissenschaftler, Dialektforscher und Lehrer                                           | 81    |       |
| 11. Dezember | Harold Stephen Black                         | US-amerikanischer Elektronikingenieur                                                                 | 85    |       |
| 11. Dezember | Pierre Chouard                               | französischer Botaniker (Pflanzenphysiologie)                                                         | 80    |       |
| 11. Dezember | Karl Eichinger                               | österreichischer Landwirt und Politiker (ÖVP), Abgeordneter zum Nationalrat, Mitglied des Bundesrates | 86    |       |
| 11. Dezember | Szymon Laks                                  | polnisch-französischer Komponist                                                                      | 82    |       |
| 11. Dezember | Neil Ritchie                                 | britischer General im Zweiten Weltkrieg                                                               | 86    |       |
| 11. Dezember | Dietrich Zühlke                              | deutscher Geograph                                                                                    | 58    |       |
| 12. Dezember | Wilhelm Karl Arnold                          | deutscher Psychologe                                                                                  | 72    |       |
| 12. Dezember | Hermann Kosel                                | österreichischer Maler und Graphiker                                                                  | 87    |       |
| 12. Dezember | Karl Loube                                   | österreichischer Komponist, Theaterdirektor und Unterhaltungsmusiker                                  | 76    |       |
| 12. Dezember | Constantino Urbieta                          | paraguayisch-argentinischer Fußballspieler                                                            | 76    |       |
| 12. Dezember | Amza Pellea                                  | rumänischer Film- und Theaterschauspieler                                                             | 52    |       |
| 13. Dezember | Ángel Álvarez                                | spanischer Schauspieler                                                                               | 77    |       |
| 13. Dezember | Marshall Brown                               | US-amerikanischer Jazz-Posaunist, Bandleader und Musikpädagoge                                        | 62    |       |
| 13. Dezember | Jewnei Buketow                               | sowjetischer Wissenschaftler                                                                          | 58    |       |
| 13. Dezember | Mary Renault                                 | britische Schriftstellerin                                                                            | 78    |       |
| 13. Dezember | Ulrich Reuss                                 | deutscher Tierarzt                                                                                    | 65    |       |
| 13. Dezember | Ida Russka                                   | österreichische Sängerin, Schauspielerin und Regisseurin                                              | 93    |       |
| 13. Dezember | Alexander Dmitrijewitsch Schmemann           | orthodoxer Priester und Theologe                                                                      | 62    |       |
| 13. Dezember | Orville Frank Tuttle                         | US-amerikanischer Mineraloge, Geochemiker und Petrograph                                              | 67    |       |
| 13. Dezember | Wincenty Urban                               | polnischer Geistlicher, Hochschullehrer, Weihbischof in Gnesen, Kapitularvikar von Breslau            | 72    |       |
| 14. Dezember | Sarah Afonso                                 | portugiesische Malerin                                                                                | 84    |       |
| 14. Dezember | Basilio Mario Biucchi                        | Schweizer Politiker und Hochschullehrer                                                               | 75    |       |
| 14. Dezember | Jørgen Brodersen                             | dänischer Generalmajor                                                                                | 63    |       |
| 14. Dezember | Vincent O. Carter                            | US-amerikanischer Schriftsteller                                                                      | 58    |       |
| 14. Dezember | Ludo Van Der Linden                          | belgischer Radrennfahrer                                                                              | 32    |       |
| 14. Dezember | Carl Paeschke                                | deutscher Journalist und Maler                                                                        | 88    |       |
| 14. Dezember | Bjarne Pettersen                             | norwegischer Turner                                                                                   | 92    |       |
| 15. Dezember | Andrzej Bieżan                               | polnischer Komponist und Pianist                                                                      | 38    |       |
| 15. Dezember | Willie Bobo                                  | US-amerikanischer Jazzperkussionist                                                                   | 49    |       |
| 15. Dezember | James Bowker                                 | britischer Diplomat                                                                                   | 82    |       |
| 15. Dezember | James Eugene Dunlap                          | US-amerikanischer Klassischer Philologe                                                               | 94    |       |
| 15. Dezember | Henry G. Kunkel                              | US-amerikanischer Immunologe                                                                          | 67    |       |
| 15. Dezember | Jimmy McLin                                  | US-amerikanischer Jazzmusiker                                                                         | 75    |       |
| 15. Dezember | Big Chief Russell Moore                      | US-amerikanischer Posaunist und Sänger des Hot Jazz                                                   | 71    |       |
| 15. Dezember | Eberhard Graf von Nostitz                    | deutscher Offizier                                                                                    | 77    |       |
| 15. Dezember | Nat Shapiro                                  | US-amerikanischer Jazz-Autor und Produzent                                                            | 61    |       |
| 15. Dezember | Hans Würzburg                                | deutscher Rechtsanwalt und Notar, MdL                                                                 | 78    |       |
| 16. Dezember | Grigori Wassiljewitsch Alexandrow            | russisch-sowjetischer Filmregisseur, Drehbuchautor und Schauspieler                                   | 80    |       |
| 16. Dezember | Adeline Favre                                | Schweizer Hebamme                                                                                     | 75    |       |
| 16. Dezember | Alexei Michailowitsch Guryschew              | sowjetischer Eishockeyspieler                                                                         | 58    |       |
| 16. Dezember | Enrico Manfredini                            | italienischer römisch-katholischer Geistlicher, Erzbischof von Bologna                                | 61    |       |
| 16. Dezember | William H. Meyer                             | US-amerikanischer Politiker                                                                           | 68    |       |
| 16. Dezember | Harry Miller                                 | südafrikanischer Jazzmusiker                                                                          | 42    |       |
| 16. Dezember | Enrique Pechuán Marín                        | argentinischer Geistlicher, römisch-katholischer Bischof von Cruz del Eje                             | 70    |       |
| 16. Dezember | Robert Tatin                                 | französischer Künstler und Außenseiter-Architekt                                                      | 81    |       |
| 17. Dezember | Georg Bauer                                  | deutscher Politiker (SPD), MdL                                                                        | 83    |       |
| 17. Dezember | Ewald Brandt                                 | deutscher Bildhauer                                                                                   | 55    |       |
| 17. Dezember | Hashikawa Bunzō                              | japanischer Historiker und Politikwissenschaftler                                                     | 61    |       |
| 17. Dezember | Francisco Marín                              | spanischer Kameramann                                                                                 | 63    |       |
| 17. Dezember | Hal Pereira                                  | US-amerikanischer Filmausstatter                                                                      | 78    |       |
| 17. Dezember | Josef Stadler                                | Schweizer Unternehmer                                                                                 | 64    |       |
| 17. Dezember | Joseph Ernest Zivelli                        | amerikanischer Geiger, Komponist und Dirigent                                                         |       |       |
| 18. Dezember | Henrique Campos                              | portugiesischer Schauspieler und Filmregisseur                                                        | 74    |       |
| 18. Dezember | Jimmy Nolen                                  | US-amerikanischer Rhythm and Blues und Blues-Gitarrist                                                | 49    |       |
| 18. Dezember | John Phillips                                | US-amerikanischer Politiker                                                                           | 96    |       |
| 18. Dezember | Rupert Rothböck                              | österreichischer Bildhauer                                                                            | 74    |       |
| 18. Dezember | Victor Turner                                | britischer Ethnologe                                                                                  | 63    |       |
| 18. Dezember | Kurt Zimmermann                              | deutscher Stasi-Mitarbeiter, Leiter der Abteilung XVI des MfS                                         | 74    |       |
| 19. Dezember | Paul Bodmer                                  | Schweizer Maler                                                                                       | 97    |       |
| 19. Dezember | Alan Dexter                                  | britischer Schauspieler und Komponist                                                                 | 65    |       |
| 19. Dezember | Fania Fénelon                                | französische Chansonsängerin                                                                          | 61    |       |
| 19. Dezember | Jack Nelson                                  | argentinischer Polospieler                                                                            | 92    |       |
| 19. Dezember | Hans Schrecker                               | deutscher Journalist und Chefredakteur                                                                | 84    |       |
| 20. Dezember | Bill Brandt                                  | deutsch-britischer Fotograf                                                                           | 79    |       |
| 20. Dezember | Hermann Diehl                                | deutscher Puppenbauer, Filmproduzent, Maler und Bildhauer                                             | 77    |       |
| 20. Dezember | Walter Zeischegg                             | österreichischer Designer und Künstler                                                                | 66    |       |
| 21. Dezember | Kjell Bondevik                               | norwegischer Politiker (Kristelig Folkeparti), Minister und Volkskundler                              | 82    |       |
| 21. Dezember | Rod Cameron                                  | kanadischer Schauspieler                                                                              | 73    |       |
| 21. Dezember | Alexander Conrady                            | deutscher Generalmajor im Zweiten Weltkrieg                                                           | 80    |       |
| 21. Dezember | Clarence Clyde Ferguson junior               | US-amerikanischer Botschafter in Uganda                                                               | 59    |       |
| 21. Dezember | Alf Linder                                   | schwedischer Organist und Musikpädagoge                                                               | 76    |       |
| 21. Dezember | Paul de Man                                  | US-amerikanischer Literaturtheoretiker, Literaturkritiker und Philosoph                               | 64    |       |
| 21. Dezember | Marie Pleißner                               | deutsche Politikerin und Lehrerin                                                                     | 92    |       |
| 21. Dezember | Anthony F. Tauriello                         | US-amerikanischer Politiker                                                                           | 84    |       |
| 21. Dezember | József Vértesy                               | ungarischer Wasserballspieler                                                                         | 82    |       |
| 22. Dezember | Bruno Hübner                                 | deutscher Schauspieler                                                                                | 84    |       |
| 22. Dezember | Adolf Jäger                                  | deutscher Bildhauer und Münzgestalter                                                                 | 88    |       |
| 22. Dezember | Lajos Kurunczy                               | ungarischer Leichtathlet                                                                              | 87    |       |
| 22. Dezember | Charles Lloyd Pack                           | britischer Schauspieler                                                                               | 81    |       |
| 22. Dezember | William Pilkington, Baron Pilkington         | britischer Unternehmer                                                                                | 78    |       |
| 23. Dezember | Heribert Gram                                | österreichischer Politiker (ÖVP), Abgeordneter zum Nationalrat                                        | 74    |       |
| 23. Dezember | Walter Greene                                | US-amerikanischer Film- und Fernsehkomponist                                                          | 73    |       |
| 24. Dezember | Isobel Baillie                               | schottische Sängerin (Sopran)                                                                         | 88    |       |
| 24. Dezember | Alfred Balachowsky                           | russisch-französischer Entomologe                                                                     | 82    |       |
| 24. Dezember | Otto K. Eitel                                | deutscher Hotelmanager in Chicago                                                                     | 82    |       |
| 24. Dezember | Alfons Erb                                   | deutscher Redakteur und katholischer Stiftungsgründer                                                 | 76    |       |
| 24. Dezember | Paul Gégauff                                 | französischer Drehbuchautor, Schriftsteller und Filmschauspieler                                      | 61    |       |
| 24. Dezember | Dora Lopes                                   | brasilianische Sängerin und Komponistin der Bossa Nova                                                | 61    |       |
| 24. Dezember | Edward Paul                                  | US-amerikanischer Filmkomponist und Filmschaffender                                                   | 87    |       |
| 25. Dezember | Günther Baum                                 | deutscher Opernsänger und Gesangspädagoge                                                             | 77    |       |
| 25. Dezember | Horace Brown                                 | US-amerikanischer Langstreckenläufer                                                                  | 85    |       |
| 25. Dezember | Gunter Falk                                  | österreichischer Soziologe und Schriftsteller                                                         | 41    |       |
| 25. Dezember | Rudolf Freidhof                              | deutscher Politiker (SPD), MdL, MdB                                                                   | 95    |       |
| 25. Dezember | Robert W. Hemphill                           | US-amerikanischer Politiker                                                                           | 68    |       |
| 25. Dezember | Wilhelm Klein                                | deutscher Politiker (NSDAP) und Abgeordneter des Landtags des Volksstaates Hessen                     | 81    |       |
| 25. Dezember | Joan Miró                                    | spanischer (katalanischer) Maler                                                                      | 90    |       |
| 25. Dezember | Silvio Proksch                               | deutsches Todesopfer der Berliner Mauer                                                               | 21    |       |
| 25. Dezember | Hermann Reischle                             | deutscher Politiker (NSDAP), MdR, SS-Führer und Volkswirt                                             | 85    |       |
| 25. Dezember | Józef Sigalin                                | polnischer Architekt und Stadtplaner                                                                  | 74    |       |
| 26. Dezember | Hans Liska                                   | österreichischer Zeichner, Maler und Illustrator                                                      | 76    |       |
| 26. Dezember | Roger Normand                                | französischer Mittelstreckenläufer                                                                    | 71    |       |
| 27. Dezember | Hans-Werner Bartsch                          | deutscher evangelischer Theologe, Neutestamentler                                                     | 68    |       |
| 27. Dezember | Jin Yan                                      | chinesischer Schauspieler                                                                             | 73    |       |
| 27. Dezember | Arnold Kübler                                | Schweizer Schriftsteller, Zeichner und Journalist                                                     | 93    |       |
| 27. Dezember | Luís Mesquita de Oliveira                    | brasilianischer Fußballspieler                                                                        | 72    |       |
| 27. Dezember | Wilhelm Ritter von Schramm                   | deutscher Offizier, Journalist und Militärschriftsteller                                              | 85    |       |
| 27. Dezember | Walter Scott                                 | US-amerikanischer Sänger                                                                              | 40    |       |
| 28. Dezember | Carla Bartheel                               | deutsche Schauspielerin, Fotografin und Autorin                                                       | 81    |       |
| 28. Dezember | Erich Berneker                               | deutscher Rechtshistoriker                                                                            | 78    |       |
| 28. Dezember | Eugène Chaboud                               | französischer Formel-1-Rennfahrer                                                                     | 76    |       |
| 28. Dezember | William Demarest                             | US-amerikanischer Filmschauspieler und Komiker                                                        | 91    |       |
| 28. Dezember | Jimmy Demaret                                | US-amerikanischer Golfspieler                                                                         | 73    |       |
| 28. Dezember | Kōri Yūichi                                  | japanischer Politiker (LDP)                                                                           | 81    |       |
| 28. Dezember | Peter Southey                                | englischer Fußballspieler                                                                             | 21    |       |
| 28. Dezember | Arthur Steiner                               | österreichischer Journalist                                                                           | 87    |       |
| 28. Dezember | William B. Widnall                           | US-amerikanischer Politiker                                                                           | 77    |       |
| 28. Dezember | Dennis Wilson                                | US-amerikanischer Popmusiker                                                                          | 39    |       |
| 29. Dezember | Constantin Canaris                           | deutscher Jurist, Gestapo-Mitarbeiter und SS-Führer                                                   | 77    |       |
| 29. Dezember | Gotthard Jäschke                             | deutscher Orientalist und Turkologe                                                                   | 89    |       |
| 29. Dezember | Alan Lennox-Boyd, 1. Viscount Boyd of Merton | britischer Politiker, Mitglied des House of Commons und des House of Lords                            | 79    |       |
| 29. Dezember | Hede Lütjen                                  | deutsche Politikerin (SPD), MdBB                                                                      | 45    |       |
| 29. Dezember | Reinhold Nickel                              | deutscher Politiker (NDPD)                                                                            |       |       |
| 29. Dezember | Josef Novak                                  | österreichisch-amerikanischer Gynäkologe                                                              | 104   |       |
| 29. Dezember | Erhard Quack                                 | deutscher Kirchenlieddichter und -Komponist                                                           | 79    |       |
| 30. Dezember | Charles Gunn                                 | britischer Geher                                                                                      | 98    |       |
| 30. Dezember | Elisabeth Klein                              | deutsche Vertreterin der Waldorfpädagogik und Autorin                                                 | 82    |       |
| 31. Dezember | Hans Aub                                     | deutscher Jurist und Mitglied des Bayerischen Senats                                                  | 80    |       |
| 31. Dezember | Dieter Bockhorn                              | deutscher Nachtklubbetreiber und Kneipier im Hamburger Rotlichtmilieu                                 |       |       |
| 31. Dezember | Axel Bruhn                                   | deutscher Politiker (CDU), Abgeordneter der Hamburgischen Bürgerschaft (1957–1966)                    | 79    |       |
| 31. Dezember | Byron G. Rogers                              | US-amerikanischer Politiker                                                                           | 83    |       |
| 31. Dezember | Boris Schwarz                                | US-amerikanischer Geiger und Musikwissenschaftler                                                     | 77    |       |
| 31. Dezember | Carl Stephenson                              | österreichisch-deutscher Autor und Verleger                                                           | 90    |       |
| 31. Dezember | Harold Warris Thompson                       | englischer Chemiker                                                                                   | 75    |       |
| Dezember     | Olga Fabian                                  | österreichische Schauspielerin                                                                        | 98    |       |
| Dezember     | Adolf Walter Freund                          | österreich-argentinischer Journalist                                                                  | 84    |       |
| Dezember     | Loumell Morgan                               | US-amerikanischer Jazzmusiker                                                                         | 61    |       |